# Аркеа, Коу Нкенсен
Коу Нкенсен Аркеа (англ. Kow Nkensen Arkaah; род. 14 июля 1927, Сенья-Бреку, Британский Золотой Берег — 25 апреля 2001, Атланта, США) — ганский государственный и политический деятель, вице-президент Ганы в 1993—1997 годах.

## Биография
Коу Аркеа родился 14 июля 1927 года в Сенья-Бреку в центральной области Британского Золотого Берега. Коу учился в школе Мфанципим с 1941 по 1946 год, затем в колледже Ахимота. Аркеа отправился в США, где получил свою первую степень в Университете Тафтса, после чего он поступил в Гарвардский университет для получения степени магистра делового администрирования в период с 1952 по 1954 год.
Аркеа попал в дорожно-транспортное происшествие в Кантонментс, Аккра. Он скончался от полученных травм в Атланте, США, 25 апреля 2001 года.

## Политическая карьера
Аркеа стал лидером Партии национального собрания (ПНС) до президентских выборов 1992 года. Его партия заключила союз с Национальным демократическим конгрессом (НДК) Джерри Ролингса и организацией «Каждый ганец, живущий повсюду» (КГЖП). В рамках сделки Аркеа стал кандидатом в вице-президенты по списку Ролингса. У Ролингса и Аркеа были сложные рабочие отношения на протяжении всего их четырёхлетнего срока. Кульминационным моментом стала предполагаемая потасовка между ними на заседании кабинета министров 28 декабря 1995 года. Ролингс намекнул, что имело место некоторое недопонимание. После этого инцидента Аркеа назвал себя «упрямым котом».
Аркеа стал лидером Народной партии конвента, образованной в результате слияния ПНС и Партии народного конвента. О слиянии было объявлено 29 января 1996 года. Аркеа, который продолжал занимать пост вице-президента Ганы, баллотировался в качестве кандидата на всеобщих выборах 1996 года, но проиграл. В правительстве Ролингса его заменил профессор Джон Эванс Атта Миллс, преподаватель права, в качестве заместителя Ролингса.